# Вулиця Павла Сивицького (Мелітополь)
Вулиця Павла Сивицького — вулиця в місті Мелітополь, одна з центральних вулиць селища Піщане. На ділянці від вулиці Михайла Оратовського до вулиці Білякова по вулиці Павла Сивицького йде значна частина транспортного потоку з автодороги М14 «Одеса — Мелітополь — Новоазовськ».
Перша відома згадка вулиці відноситься до 17 січня 1939. Тоді її назвали на честь Ернста Тельмана. Але у 2016 р. вулицю перейменували, згідно із законом про декомунізацію, на честь лісівника Павла Сивицького. 7 квітня 2023 року, під час Російського вторгнення в Україну, російська окупаційна влада Мелітополя видала наказ про повернення вулиці імені Тельмана.
Починається біля Річкового провулка, з'єднуючись там із Монастирською вулицею. Далі перетинається з вулицею Дружби, перетинає мостом Піщанський струмок, перетинається з вулицями Михайла Оратовського, Грибоєдова, Курчатова, Бердянською, Моторною, Бєлякова, 1-м і 2-м провулками Крилова, робить крутий поворот праворуч і піднімається на гору. з провулками Павла Сивицького, Бадигіна та Піщанською вулицею переходить на вулицю Бадигіна.
На вулиці Павла Сивицького знаходяться дві артезіанські свердловини міськводоканалу (діють з 1956—1958 років), гаражний кооператив, магазин «Паляничка».

## Транспорт
Вулицею проходять автобусні маршрути № 2, 5А, 22.